# Força-tarefa Baum

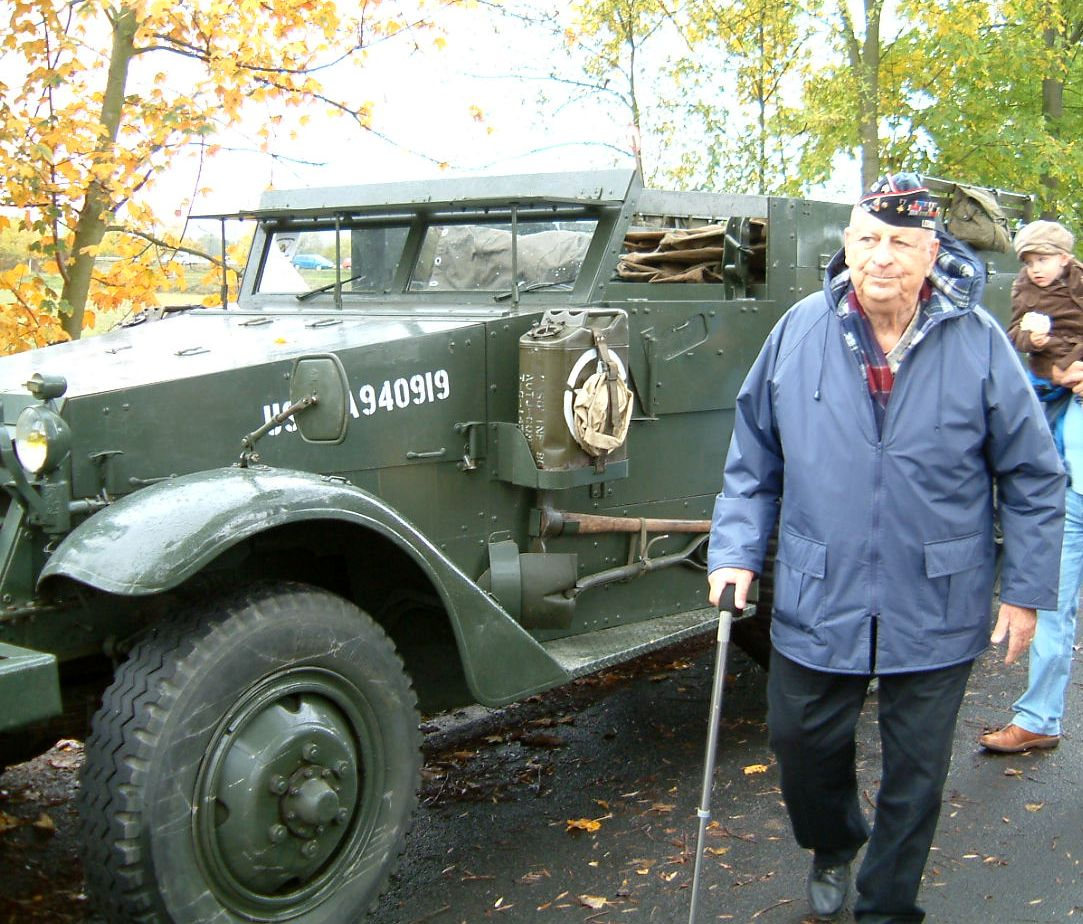
Abranham Baum, comandante da Força-Tarefa que ficou conhecida com seu nome, em imagem de 2005

Força-tarefa Baum foi um secreto e controverso comando da Segunda Guerra Mundial, organizado pelo general do Exército americano George S. Patton e liderado pelo Capitão de Terra-e-Ar Abraham Baum em março de 1945. Baum recebeu ordens para penetrar 80 quilômetros atrás das linhas alemãs e libertar prisioneiros do campo de concentração OFLAG XIII-B, próximo a Hammelburg. As controvérsias surgiram sobre as verdadeiras razões da missão secreta e que seria apenas para libertar o genro de Patton, John K. Waters, capturado na Tunísia em 1943. O resultado da missão foi um completo fracasso: dos 300 homens da força-tarefa, 32 foram mortos em ação e apenas 35 conseguiram voltar para o território controlado pelos Aliados. O restante foi feito prisioneiro. Todos os 57 tanques, jipes e outros veículos foram perdidos.

## Campo de Hammelburg
O Campo Hammelburg, localizado a 3 km ao sul da cidade do mesmo nome, foi usado originalmente como uma área de treinamento militar antes da Primeira Guerra Mundial e antes da Segunda Guerra Mundial. Fora convertido em dois campos de prisioneiros separados durante a Segunda Guerra. Um campo (Stalag XIII-C) era para os soldados Aliados, enquanto o outro (Oflag XIII-B) era para os oficiais.
No inicio, todo o campo era ocupado pelos oficiais sérvios aprisionados. Fora desdobrado em duas seções, uma com os oficiais americanos e outro com os sérvios. A maioria dos prisioneiros americanos entrou no campo em janeiro de 1945, após a Batalha do Bulge, que havia começado em 16 de dezembro do ano anterior.
Como as forças soviéticas continuavam a avançar pelo leste da Alemanha no inverno de 1944, o  campo Oflag 64 em Schubin na Polônia havia sido esvaziado em 21 de janeiro de  1945. 1290 prisioneiros foram enviados para Hammelburg. Dentre eles estavam o tenente-coronel John K. Waters, genro do General Patton. O coronel Paul Goode, o oficial mais graduado do campo, manteve uma lista dos oficiais aprisionados, a qual teria chegado à Inteligência Americana. Viajando por quase 500 quilômetros, durante 7 semanas no gélido inverno, os homens chegaram ao novo campo em 9 de março.
Com a chegada dos homens de Schubin no OFLAG XIII-B, o número de oficiais chegou a 1400.
As condições do campo eram miseráveis para todos os prisioneiros e também para os guardas, agravadas pelo inverno de 1944 que foi considerado um dos mais rigorosos. Cada um dos sete prédios tinha cerca de 200 homens. Em celas de 5 m² com 40 prisioneiros dormindo em beliches, com comida e carvão racionado para os aquecedores, mesmo com alguns prisioneiros tendo recebido autorização para pegar madeira ao redor do complexo. A média da temperatura nas celas foi estimada em 7°C negativos.
Muitos homens do campo emagreceram 23 quilos do seu peso e sofreram atrofias dos músculos. A diarreia era um mal frequente entre os prisioneiros.

## A Força-tarefa Baum
O general Patton havia dado a missão ao Comando de Combate B (CCB), Quarta Divisão Blindada, chefiada pelo tenente-coronel Creighton Abrams. Abrams queria usar o comando completo (dois batalhões e apoio da artilharia) mas depois foi escolhido uma companhia de tanques e uma infantaria blindada que comporiam a força-tarefa. O comandante do batalhão de tanques era   Baum, que ficou responsável por liderar a força-tarefa. Ele escolheu a madrugada de 26 de março para iniciar a operação.

### Organização da Força-Tarefa
- Companhia A, Décimo Batalhão de Infantaria Blindada (Capt. Robert F. Lange) - 4 oficiais e 169 homens em 15 blindados M3 Half-track meio-esteira ou semi-lagarta.
- Companhia C, Trigésimo Sétimo Regimento Blindado (Primeiro-tenente William J. Nutto) - 3 oficiais e 56 homens em 10 M4A3, M4A3-E e M4A1 (tanques médios) 4 veículos de apoio
- Terceiro Pelotão, Companhia D, Trigésimo Sétimo Batalhões de Tanques (Segundo-tenente William G. Weaver, Jr.) - 1 oficial e 18 homens dentro de 5 tanques rápidos M5A1
- Elementos de comando & apoio, Décimo Batalhão de Infantaria Blindada - 3 oficiais e 60 homens em um tanque rápido, 12 blindados semi-lagartas e 10 outros veículos.

Ao todo a força contava com 11 oficiais e 303 homens, 16 tanques, 28 blindados semi-lagartas e 13 outros veículos.

## Marcha para Hammelburg
Na mesma madrugada de 26 de março, a força-tarefa ao chegar em Aschaffenburg, encontrou fogo pesado que danificou muitos veículos, incluindo um Tanque M4 Sherman. Na manhã seguinte foi cruzada a ponte que marcava as linhas alemãs.
O maior problema era a falta de mapas e não se sabia a localização exata do campo de prisioneiros obrigando ao questionamento dos populares que encontravam no caminho. Isso tornou o avanço da força-tarefa muito lento, expondo-a a mais fogo do que o previsto. Um avião alemão de reconhecimento sobrevoou a coluna, o que levou a que as forças contrárias se alinhassem para enfrentar o comando americano. Tanques alemães "Hetzer" foram enviados para lá.
Na tarde do dia 27, os tanques aliados avistaram o campo. Alguns dos guardas resistiram, mas outros fugiram ou se renderam. A seção sérvia do campo foi bombardeada pelos americanos que confundiram os uniformes cinzas dos oficiais com uma coluna avançada de alemães. Waters e outros homens saíram do campo voluntariamente para avisar os americanos do engano. Enquanto se aproximavam da coluna americana, um soldado alemão atingiu com um tiro as nádegas de Waters. Ele voltou e foi medicado por doutores sérvios internos no campo.
Metade das forças de Baum conseguira chegar em forma em Hammelburg. Saudado por milhares de prisioneiros, Baum percebeu que o campo tinha mais do que os 300 oficiais que ele planejara libertar. Após calcular as perdas, percebeu que não mais do que 200 homens poderiam ser resgatados. Decidiu que apenas os oficiais graduados iriam com ele, enquanto os demais que pudessem andar poderiam marchar acompanhando a coluna ou seguirem com os próprios meios para atravessar os 80 quilômetros ao oeste até o território aliado. Descalços ou sem poder andar, a maioria dos prisioneiros decidiu ficar para trás. Waters, imobilizado pelo ferimento, também teve que ser deixado no campo.

## Retorno
A força-tarefa deixou o campo as 8:00 da noite e marchou de volta tentando passar pelas linhas inimigas. Não havia Lua e apenas luz artificial podia ser usada para a orientação, o que era perigoso dado o grande número de tropas alemães que chegara à área. Apenas um jipe de reconhecimento escoltava a coluna e tentava encontrar uma rota de fuga. Algumas vezes os tanques tiveram que retornar para não serem detectados pelos alemães.
Perto de Höllrich, a força-tarefa foi emboscada pelos alemães. O primeiro tanque foi destruído pelos panzerfaust alemães. O piloto alemão de um tanque atravessou um jardim e atacou os blindados americanos. Quatro M4 Shermans foram destruídos.
Os remanescentes do comando americano se reagruparam após recuarem até uma área silenciosa perto da Colina 427, nas primeiras horas da manhã. Sem combustível suficiente para desviar dos inimigos até a linha aliada, a força-tarefa esperou o dia raiar para viajar com visibilidade e tentar seguir pelo caminho mais curto. Goode, reconhecendo que a maioria dos homens não estava mais em condições de atravessar o caminho restante, pediu aos feridos que pudessem andar que retornassem à Oflag. O próprio coronel Goode decidiu se render com uma bandeira branca.
Baum tinha dado ordens para marcharem ao fim do dia 28 de março. No momento em que a coluna começou a se mover, eles foram imediatamente atingidos pela artilharia vinda de várias direções. Os alemães tinham cercado a colina durante a noite e abriram fogo ao primeiro sinal de movimentação. Reconhecendo que não tinha como responder ao ataque, Baum ordenou aos homens que ficassem por conta própria. Após poucos minutos, os sobreviventes que não conseguiram fugir para a floresta foram feito prisioneiros. Baum conseguiu escapar com dois soldados por dentro da mata próxima.

## Consequências

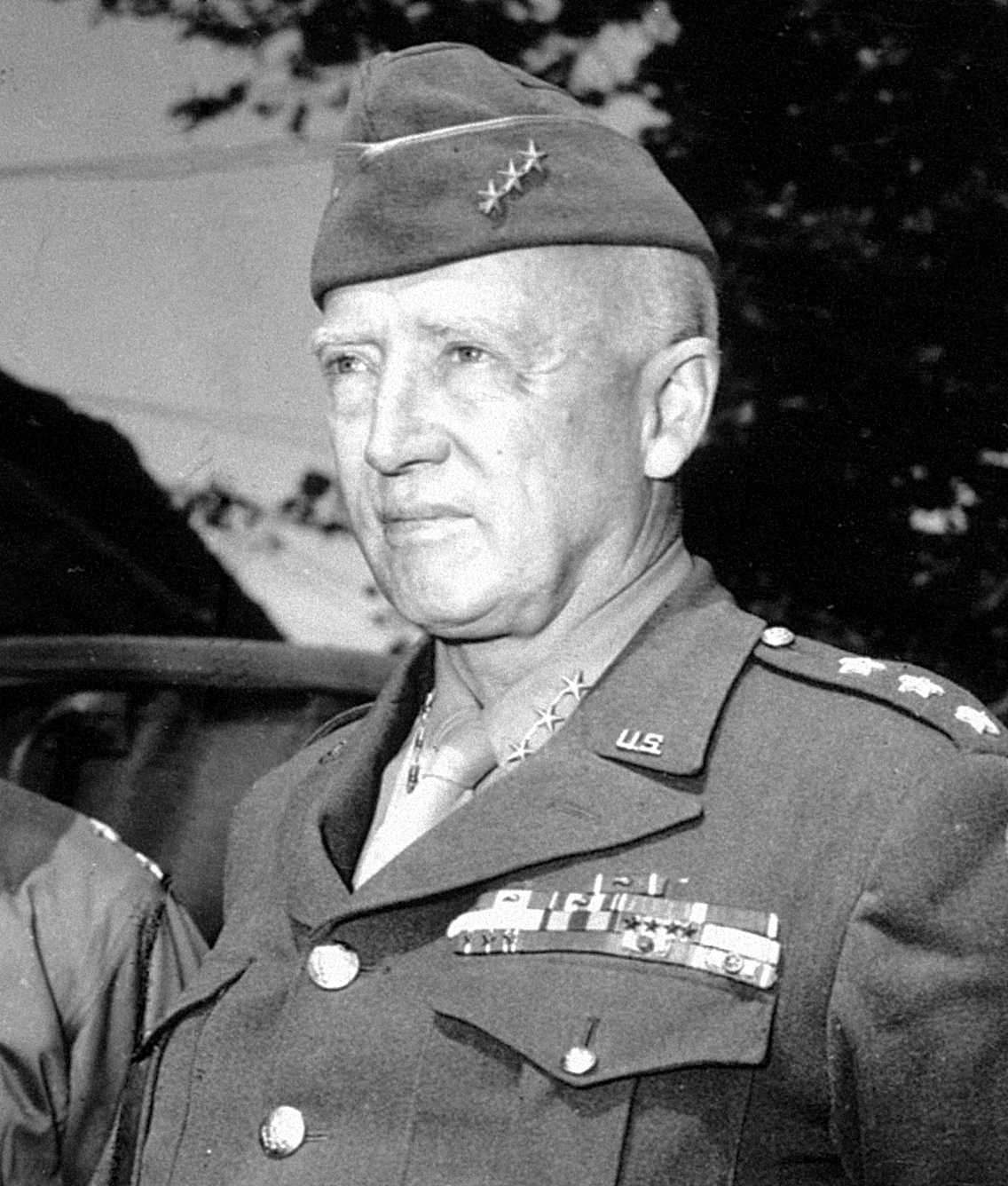
General George S. Patton.

Com os soviéticos se aproximando pelo Leste, os americanos conseguiram avançar dentro do território alemão dias depois da operação da força-tarefa. Os prisioneiros foram levados para longe das zonas de combate. Foram usados vagões sem marcas e os trens seguiram para Nuremberg. Alguns homens foram deixados em Hammelburg.
Baum tinha levado um tiro na virilha ao tentar escapar pela mata e foi capturado por um guarda do campo de prisioneiros. Ele se juntou a Waters no hospital sérvio no campo Hammelburg, até ser libertado pela Décima-quarta Divisão Blindada em 6 de abril—apenas 9 dias após a tentativa fracassada da força-tarefa. Ironicamente, o fracasso da força-tarefa ajudou Waters a ser libertado mais cedo: ferido, ele não pode ser transportado para os outros campos de prisioneiros como os demais.
Patton tinha prometido a Baum que receberia a Medalha de Honra pela missão cumprida. Como isso seria acompanhado de uma investigação dos acontecimentos, o que Patton não queria, Baum foi condecorado apenas com a Cruz por Serviços Relevantes. Patton entregou a medalha pessoalmente.
Muito se falou se Patton sabia que seu genro estava no campo. Os prisioneiros e Abraham Baum acreditavam que sim. Patton enviara seu ajudante, Major Alexander Stiller, com a força-tarefa, para que ele identificasse Waters e não poderia retornar sem ele. No diário que Patton mandou publicar fora escrito que ele não sabia da presença de Waters, mas uma carta escrita para a esposa dizia o contrário:
I sent a column to a place forty miles east of where John [Waters] and some 900 prisoners are said to be.  I have been nervous as a cat… as everyone but me thought it too great a risk….  If I lose that column, it will possibly be a new incident. But I won’t lose it." (The Longest Winter, p. 207)
Tradução aproximada:
Eu enviei uma coluna para um local a 80 quilômetros ao leste onde John [Waters] e cerca de 900 prisioneiros estão. Eu estou nervoso como um gato… como qualquer um pois isso é um grande risco…. Se eu perder aquela coluna, possivelmente causarei um novo incidente. Mas não vou perdê-la." (The Longest Winter, p. 207)
Um furioso General Eisenhower repreendeu Patton pelo incidente. Enquanto Patton admitira que falhara na missão, ele se defendia dizendo que temia que os alemães em retirada matassem os prisioneiros. Exceto pelo Massacre de Malmedy durante a Batalha do Bulge, o assasínio de prisioneiros americanos era incomum. Segundo Patton, seu erro foi enviar uma força muito pequena para a missão. Ele disse: "Eu posso dizer isso, que durante a campanha na Europa eu não cometi erros exceto não ter enviado um comando de combate para Hammelburg."